# سورد آرت أونلاين
سورد آرت أونلاين (باليابانية: ソードアート・オンライン، بالروماجي: Sōdo Āto Onrain) (بالإنجليزية: Sword Art Online)‏ هي سلسلة رواية خفيفة من تأليف ريكي كاواهارا ورسم abec. تدور أحداثها في المستقبل القريب وترتكز على كيريتو وأسونا أثناء لعبهما في لعبة ار بي جي وواقع افتراضي. كتب كاوهارا السلسلة في البداية كرواية على شبكة الإنترنت في موقعه على الإنترنت من 2002 إلى 2008. بدأت الروايات الخفيفة في النشر في Dengeki Bunko الخاصة بـ ASCII Media Works ابتداءً من 10 أبريل 2009، مع إطلاق سلسلة جانبية منفصلة في أكتوبر 2012.

## القصة
فن السيف عبر الإنترنت (SAO) هي لعبة أدوار الواقع الافتراضي كثيرة اللاعبين على الإنترنت (VRMMORPG)، صدرت في عام 2022. مع خوذة الواقع الافتراضي التي تحفز الحواس الخمس للمستخدم عبر الدماغ، يمكن للاعبين تجربة سيطرتهم على الشخصيات في اللعبة عن طريق عقولهم.
في 6 نوفمبر عام 2022، تسجيل اللاعبين في SWORD ART ONLINE للمرة الأولى، ويكتشف لاحقا أنهم غير قادرين على الخروج. ثم يتم إبلاغهم من قبل أكيهيكو كايابا، (مصمم اللعبة)، أنه إذا كانوا يرغبون في أن يكونون احرارا، يجب أن يصل أحدهم إلى الطابق 100 من برج المباراة وإنهاء الطابق الأخير. ومع ذلك، إذا شخصياتهم ماتت في اللعبة، سوف تموت أجسادهم أيضا في العالم الحقيقي. واحد من هؤلاء اللاعبين هو كيريقايا كازوتو (كيريتو)، الذي اختير كواحد من 1000 في اختبار بيتا مغلقة. كان لديه الخبرة والمعرفة من المباريات السابقة، كان يشعر أنه يستطيع التفوق على اللعبة بسهولة. ونتيجة لذلك، كان يتغلب على اللعبة وحده. دامت اللعبة لمدة عامين، كيريتو كان قد قابل لاعبة في نفس اللعبة وتدعى اسونا، بعد خوضهما العديد من التجارب معا وقعا في حب بعضهما البعض. واكتشف الثنائي هوية كايابا في سورد ارت اونلاين، ومواجهتة وتدميره، وتحرير أنفسهم واللاعبين الآخرين من اللعبة.
عند إرسالهم إلى العالم الحقيقي، كيريتو عرف أن 300 لاعبين علقوا في اللعبة، بما في ذلك اسونا، ولم تستيقظ حتى الآن. بعد ذلك وصلته بعض الصور تظهر فيها اسونا في VRMMORPG آخر يسمى الفهايم عبر الإنترنت (ALO)، كيريتو أيضا يدخل المركزية لل ALO. ساعد ابنة عمه سوجوها كيريجايا، والمعروفة باسم ليفا في اللعبة، وقال إنه يعلم أن اللاعبين المحاصرين في ALO هي جزء من الخطة التي وضعتها ونوبويوكي سوجو لإجراء تجارب غير قانونية على عقولهم لوضعها تحت سيطرته، بما في ذلك اسونا، ويريد الزواج بها في العالم الحقيقي من أجل تولي شركة عائلتها. بفضل كيريتو تحبط خطط نوبويوكي، وبعد أن قضى عليه في ALO وعد اسونا بأنهما سيجتمعان أخيرا في كلا العالمين (العالم الحقيقي والعالم الافتراضي).
ساهم استوديو (MED) بنشر الانمي على صعيد عالمي.
بعد فترة وجيزة، كيريتو يلعب لعبة أخرى تسمى جن كيل اون لاين (GGO) للتحقيق في اتصال غامض بينه والوفيات التي تحدث في العالم الحقيقي. بمساعدة من لاعبه يلتقي بها في اللعبة تسمى سينون، وقال انه يعرف ويكشف عن الجناة، الذين كان من بينهم بعض الاعضاء السابقين في النقابة القاتلة '' التابوت الضاحك '' التي واجهها سابقا في ساو.
يتم تجنيده Kirito في وقت لاحق للمساعدة في اختبار آلة FullDive دولة من بين الفن، الروح المترجم (STL)، الذي يحتوي على واجهة هذا هو أكثر واقعية بكثير وتعقيدا من الآلة السابقة كان قد لعب. انه يختبر STL عن طريق إدخال عالم الواقع الافتراضي التي تم إنشاؤها باستخدام حزمة البذور، واسمه الجحيم (UW). في UW المركزية، تدفق الوقت يمضي ألف مرة أسرع مما كان عليه في العالم الحقيقي، وتقتصر ذكريات Kirito من ما يحدث في الداخل. ومع ذلك، يتم خداع على يد أحد القتلة من GGO ويستيقظ داخل العالم السفلي، تاركا له غير قادرة على تذكر كيف انتهى به المطاف هناك أو لتسجيل الخروج، مع يساره في حالة غيبوبة الذاتي الحقيقي.

## الشخصيات
- كيريتو: كيريغايا كازوتو. (باليابانية: 桐ヶ谷 和人) أغلب الشخصيات الأخرى تناديه بـ كيريتو وهو أيضاً اسمه داخل اللعبة، كيريتو هو بطل انمي سورد ارت أونلاين وواحد من أقلية اللاعبين الذين سنحت لهم الفرصة للعب النسخة التجريبية من اللعبة، في العالم الحقيقي يعيش كيريتو مع أمه وابنة خالته في عائلة مكونة من 3 أفراد.[7]
- أسونا يوكي: أسونا هي صديقة لكيريتو وواحدة من اللاعبين المحتجزين داخل اللعبة، أسونا هي نائبة لقائد أحد النقابات والتي تسمى نقابة فرسان الدم التي تعتبر أقوى نقابة في اللعبة، كما أن أسونا لاعبة ماهرة للغاية ولديها تقنيات سيف قوية وفعالة ضد الأعداء.[7]
- كيريغايا سوغوها: سوغوها هي أخت كيريتو بالتبني لكنها تكتشف لاحقا إنها ابنة خالته، تمارس سوغوها رياضة الكندو ببراعة كبيرة واسمها داخل اللعبة هو ليفا.[7]
- ريوتارو تسوبوي: ريوتارو أو كلاين هو لاعب ودود تعرف عليه كيريتو في بداية اللعبة وسرعان ما أصبحا صديقين واستفاد ريوتارو من خبرة كيريتو في اللعبة لكنهما قد افترقا بعد مدة قصيرة لأن كيريتو يحب أن يبقى لاعبا فرديا أما ريوتارو فقد دخل اللعبة مع اصدقائه ولا يستطيع تركهم.[7]

## وصلات خارجية
- Sword Art Online - MyAnimeList
- تقرير انمي سورد ارت اونلاين - انميبيديا (العربية)

سورد آرت أونلاين على موقع ANN manga (الإنجليزية)